# Bystropogon punctatus
O Bystropogon punctatus, comummente conhecido como quebra-panela (não confundir com a espécie Bystropogon maderensis, que consigo partilha este nome comum, nem com a Calluna vulgaris, que é comummente conhecida como quebra-panelas), é uma planta do género Bystropogon, da família das lamiáceas, espécie endémica da ilha da Madeira e das Canárias.

## Nomes comuns
Além de «quebra-panela» dá ainda pelos seguintes nomes comuns: hortelã-da-serra; balsamo-da-rocha e barbesano.

## Descrição
Apresenta-se como um arbusto pequeno com até 1 metro de altura, perenifólio, ramoso, geralmente com pêlos curtos. Apresenta folhas variáveis, de até 6,7 centímetros, ovadas a ovado-lanceoladas, serradas ou serrado-crenadas, raramente coriáceas, aromáticas.
As flores desta planta são pequenas agrupadas em inflorescências axilares; sendo o cálice de 2 a 2,5 milímetros,  pubescente, com dentes triangulares; corola branca a purpúreo-violácea, até 5,5 milímetros.
Trata-se de uma espécie endémica da ilha da Madeira, bastante rara que vive sobretudo nas orlas e clareiras das florestas da Laurissilvas.
Esta planta apresenta floração entre Junho e Julho.

## Taxonomia
A espécie foi descrita por Charles Louis L'Héritier de Brutelle, e publicada em Sertum Anglicum 20., no ano de 1789.
Possui dois táxones subordinados:
- Bystropogon punctatus var. disjectus Menezes
- Bystropogon punctatus var. pallidus Menezes[5]

O The Plant List indica estes 2 táxones como sinónimos de Bystropogon punctatus.